# Malcolm Klassen
Malcolm Klassen (ur. 3 grudnia 1981 w Hammanskraal) – południowoafrykański bokser, były zawodowy mistrz świata kategorii junior lekkiej.
Rozpoczął karierę boksera zawodowego w 1999. W 2005 został zawodowym mistrzem RPA w wadze piórkowej. 
4 listopada 2006 w Kempton Park otrzymał szansę pojedynku o mistrzostwo świata wagi junior lekkiej (superpiórkowej) organizacji IBF, którą wykorzystał wygrywając na punkty z obrońcą tytułu Gairym St. Clairem. Utracił mistrzostwo już w pierwszej obronie 20 kwietnia 2007 w Kapsztadzie po niejednogłośnej porażce na punkty z Mzonke Faną.
Odzyskał tytuł mistrzowski organizacji IBF, gdy 18 kwietnia 2009 w Mafikeng pokonał dotychczasowego mistrza Cassiusa Baloyi'ego przez techniczny nokaut w 7. rundzie. Także i tym razem nie piastował tytułu długo, ponieważ w pierwszej jego obronie 22 sierpnia 2009 w Houston uległ na punkty Robertowi Guerrero.
Po tej porażce nie walczył do listopada 2011, kiedy to zdobył mistrzostwo świata mało liczącej się federacji WBF. W 2012 pokonał ponownie Cassiusa Baloyi'ego, a 30 marca 2015 sprawił niespodziankę zdobywając tytuł mistrza interkontynentalnego WBO w wadze lekkiej po zwycięstwie nad byłym mistrzem świata w tej wadze Paulusem Mosesem.  